# ثلاثية الشمال الحقيقي
ثلاثية الشمال الحقيقي عبارة عن سلسلة من أفلام الكوميديا المرعبة من تأليف وإخراج كيفين سميث. وتـتألف الثلاثية من أفلام تاسك (2014) ، يوغا هوزرز (2016)، وموس جاوز المخطط عرضه لاحقاً ويذكر أن فيلم تاسك حقق نجاحاً مالياً لا بأس به، إلا أن يوجا هوزرز فشل فشلاً ذريعاً سواء بالعائدات المالية أو برأي النقاد. . 

## الأفلام
يستند فيلم تاسك إلى قصة من برنامج كيفن سميث الصورة SModcast. وهو من بطولة مايكل باركس وجوستين لونج وهالي جويل أوسمنت وجوني ديب وجينيسيس رودريجيز .  تم عرض الفيلم لأول مرة في مهرجان تورنتو السينمائي الدولي ، قبل إطلاقه في 19 سبتمبر 2014، عن طريق شركة A24 .  
يوجا هوسرز هو عرضية من تاسك . قام ببطولته جوني ديب بجانب ابنته ليلي روز ديب وابنة سميث هارلي كوين سميث .  بدأ الإنتاج في أغسطس 2014. 
عُرض الفيلم لأول مرة في عرض منتصف الليل خلال مهرجان صندانس السينمائي .   حصلت شركة Invincible Pictures على حقوق توزيع الفيلم، وأصدرته بتاريخ 2 سبتمبر 2016.  
إن في موس جاوز هو عبارة عن فيلم "Jaws" مع حيوان الموظ.  في يونيو 2015 ، أكد هارلي مورنستاين من أيبيك ميل تايم أنه سيكون له دور رئيسي في الفيلم، بعد ظهوره في العرضين الآخرين.  في شهر يونيو أيضًا، كشف سميث أن هارلي كوين سميث وليلي روز ديب سوف يعيدان أدوارهما من يوغا هوسرز .  في سبتمبر 2015، ذكر كيفن سميث أن شخصيته سايلنت بوب سوف يأكلها الموظ القاتل. 
في كانون الثاني (يناير) 2016 ، أكد سميث أن جاي وسيلنت بوب سيظهران في موس جاوز، واضعين ثلاثية الشمال الحقيقي داخل View Askewniverse .  في فبراير 2016 ، أعلن سميث أن التصوير على موس جوس سيبدأ في يوليو 2016 في ساسكاتشوان ، كندا .  قال سميث في وقت لاحق أن التصوير كان من المقرر أن يبدأ في مايو 2016.  في يونيو 2018 أثناء تسجيل حي لسميث في المدونة الصوتية فاتمان ضد باتمان، قال إنه حصل على تمويل لفيلم موس جاوز. 

## أدوار الممثلين الرئيسيين
| ممثل/ممثلة       | فيلم          | فيلم             | فيلم          |
| ممثل/ممثلة       | تاسك          | يوجا هوسرس       | موس جاوز      |
| ---------------- | ------------- | ---------------- | ------------- |
| جوني ديب         | جاي لابوينت   | جاي لابوينت      | بيج بيل       |
| ليلي روز ديب     | كولين كوليت   | كولين كوليت      | كولين كوليت   |
| هارلي كوين سميث  | كولين ماكنزي  | كولين ماكنزي     | كولين ماكنزي  |
| رالف جارمان      | المحقق غارمين | أندرونيكوس آركان | المحقق غارمين |
| جاستن لونج       | والاس برايتون | يوجي باير        |               |
| جيسون ميويس      |               | روج الشرطي       | جاي           |
| هارلي مورنشتاين  | موظف الحدود   | رجل ورق التواليت | بيتر آش       |
| هالي جويل أوسمنت | تيدي كرافت    | أدريان أركاند    |               |
| جينيسيس رودريغيز | حليف ليون     | السيدة ويكلوند   | حليف ليون     |
| كيفن سميث        |               | براتزي           | بوب الصامت    |

## الآراء النقدية

### آراء النقاد ومراجعاتهم
| فيلم       | روتن توميتوز     | ميتاكريتيك     |
| ---------- | ---------------- | -------------- |
| تاسك       | 45٪ (130 تقييمًا) | 55 (33 تقييمًا) |
| يوجا هوسرس | 22٪ (58 تقييمًا)  | 23 (17 تقييمًا) |